# Мужавамария, Моника
Моника Мужавамария (англ. Monique Mujawamariya; род. 27 июля 1955, Бутаре) — руандийская правозащитница. После геноцида в Руанде, переехала в Канаду, а затем в ЮАР. Лауреат премии Национального фонда демократии (1995).

## Биография
Родилась 27 июля 1955 года в Бутаре на юге Руанды. Отец был представителем народности хуту, а мать — тутси. Получила образование социального работника. Став жертвой насилия со стороны своего мужа, начала помогать другим женщинам, пострадавшим от домашнего насилия. С 1990 по 1994 года являлась исполнительным секретарём Лиги прав человека Руанды. Основательница Руандийской ассоциации защиты личности и общественных свобод. Из-за своей деятельности она неоднократно получала угрозы смерти и трижды подверглась нападению неизвестных. В декабре 1993 года она представляла группу правозащитников на встрече с президентом США Биллом Клинтоном.
6 апреля 1994 года самолёт, на борту которого находились президент Руанды Жювеналь Хабьяримана и президент Бурунди Сиприен Нтарьямира, был сбит, а все его пассажиры погибли. Данное событие послужило толчком к началу геноцида против тутси в Руанде, в результате которого по разным оценкам погибло от 500 тысяч до 1 миллиона человек. Свободное радио и телевидение тысячи холмов, ответственное за разжигание межнациональной розни и подстрекавшее к геноциду тутси, объявило Мужавамарию «плохим патриотом, заслуживающим смерти». В связи с угрозой смерти Мужавамария связывалась каждые 30 минут по телефону с Элисон Де Форж из Human Rights Watch. После того, как боевики хуту подступили к её дому, Мужавамария попросила Де Форж позаботиться о её детях и завершила разговор. Потеряв связь с Мужавамарией, Де Форж 8 апреля 1994 года опубликовала письмо в газете The New York Times, где сообщила, что, судя по всему, Моника была убита. Одним из тех, кто заинтересовался судьбой Моники, стал президент США Клинтон, который встречался с ней несколькими месяцами ранее. По словам Пауэра, сотрудника работавшего тогда с президентом США, Клинтон интересовался судьбой Мужавамарии в течение недели. «Я не могу сказать вам, сколько много времени мы потратили, пытаясь найти Монику. Иногда казалось, будто она была единственной руандийкой, находившейся в опасности».
Тем не менее, Мужавамарии удалось спрятаться от солдат в собственном саду, а затем просидеть около 40 часов на крыше дома. После этого она рискнула показать боевикам фотографию мужа, который работал в силовых структурах Руанды, и за взятку попросила отвести её в гостиницу. Элисон Де Форж удалось включить Мужавамарию в список на эвакуацию, после чего она улетела в Брюссель. Улетая из Руанды, Мужавамария ничего не знала о судьбе трёх её детей, которых она отправила на юг страны за несколько недель до начала конфликта.
После Брюсселя, Мужавамария переехала в Канаду. Узнав о спасении Моники, Клинтон, по утверждению Пауэр, потерял всяческий интерес к событиям, разворачивающимся в Руанде. В Вашингтоне Мужавамария провела встречу с советником президента Клинтона Энтони Лейком и одним из членов Конгресса США, который заявил ей, что США не может помочь Руанде, поскольку у США нет интересов в Руанде. В 1995 году Мужавамария получила почётную докторскую степень Амхерстском колледже и была награждена премией за демократию Национального фонда демократии (США). Проживая в Канаде, руководила фондом, помогающим защищать права женщин.
В 2009 году она основала международный фонд Мафубо, который базируется в Кейптауне (ЮАР).